# MIAKA
MIAKA（ミアカ、5月21日 - ）は、日本の歌手。東京都出身。

## 人物
日本と台湾のハーフ。本名、年齢は非公開。身長168cm。
活動拠点は都内、特に渋谷などのライブハウス、下北沢のライブバーが中心。
2012年8月 ソロ歌手として活動開始。ソロ女性歌手として活動しながら2019年からボーカルユニットの令和華伝のメンバーとしても活動。
歌手活動の他、モデルやタレント(ラジオ、ネット広告など）としての出演がある。

## 活動
ソロリリース曲
2012年8月「君がいた夏feat.ブリスタ」でデビュー。名古屋テレビ「キングコングのあることないこと」エンディングテーマ
2012年8月度、レコチョク配信ダウンロードクラブうたランキングで、ウィークリー1位。マンスリー3位。
2nd Single 【Memory...with HEARTLAND】朝日放送「今ちゃんの実は…」エンディングテーマ
2016年12月13日、シングル「Breakthrough ～Days of Destiny～」をレコチョク、iTunesなどから世界同時配信リリース。
2017年3月1日、シングル「ヒカリ」リリース。
2017年5月31日、シングル「桜道 ～Episode.1別れ～」をリリース
2017年8月 シングル「飛行機雲」と「Long Summer Days 〜Episode.2出会い〜」を連続リリース
「飛行機雲」は登山用品oxtosのCM曲(石川、富山地方でオンエア)
2017年11月 シングル「変わらぬ気持ち ~Episode.3再会~」をリリース
2018年2月 シングル「永遠のカタチ ~Episode.4 誓い~」をリリース
楽曲制作は株式会社ポラリス。
ワンマンライブ
2017年5月28日、東京・四谷LOTUSで自身初のワンマンライブを大盛況で終える。
2019年5月26日、東京・池袋monoで3度目のワンマンライブを開催。
令和華伝
2019年5月1日、和楽ボーカルユニット「令和華伝」に参加。同年11月22日、お披露目公演(東京表参道・銕仙会）に出演。
2020年3月11日 令和華伝の1stシングル「百花繚乱」徳間ジャパンからリリース